# 12. etape af Tour de France 2008
Tolvte etape af Tour de France 2008 blev kørt torsdag d. 17. juli og gik fra Lavelanet til Narbonne.
Ruten var 168,5 km. lang. Den endte i en massespurt og Mark Cavendish tog sin tredje etapesejr.
- Etape: 12
- Dato: 17. juli
- Længde: 168,5 km
- Danske resultater:

85. Nicki Sørensen + 0.00
- Gennemsnitshastighed: 46 km/t

## Sprint og bjergpasseringer

### 1. sprint (Saint-Paul-de-Fenouillet)
Efter 76 km
| Vinder | Arnaud Gérard   | 6p |
| 2.     | Samuel Dumoulin | 4p |
| 3.     | Óscar Freire    | 2p |

### 2. sprint (Thézan-des-Corbières)
Efter 142,5 km
| Vinder | Samuel Dumoulin | 6p |
| 2.     | Arnaud Gérard   | 4p |
| 3.     | Juan José Oroz  | 2p |

### 1. bjerg (Col du Camperié)
4. kategori stigning efter 57,5 km
| Plads | Navn            | Point |
| ----- | --------------- | ----- |
| 1.    | Samuel Dumoulin | 3     |
| 2.    | Arnaud Gérard   | 2     |
| 3.    | Sebastian Lang  | 1     |

## Udgåede ryttere
- 171 Riccardo Riccò fra Saunier Duval-Scott kom ikke til start efter at være afsløret i brug af epo efter 4. etape
- Resten af Saunier Duval-Scott-holdet kom ikke til start efter afsløringen af Riccòs doping
  - 172 Rubens Bertogliati
  - 173 Juan José Cobo
  - 174 David de la Fuente
  - 175 Jesus del Nero
  - 177 Josep Jufré
  - 179 Leonardo Piepoli
- 55 Baden Cooke fra Barloworld udgik efter et styrt

## Resultatliste
|    | Navn               | Land           | Hold               | Tid     |
| -- | ------------------ | -------------- | ------------------ | ------- |
| 1  | Mark Cavendish     | Storbritannien | Team Columbia      | 3:40.52 |
| 2  | Sébastien Chavanel | Frankrig       | Française des Jeux | + 0.00  |
| 3  | Gert Steegmans     | Belgien        | Quick Step         | + 0.00  |
| 4  | Erik Zabel         | Tyskland       | Team Milram        | + 0.00  |
| 5  | Óscar Freire       | Spanien        | Rabobank           | + 0.00  |
| 6  | Francesco Chicchi  | Italien        | Liquigas           | + 0.00  |
| 7  | Thor Hushovd       | Norge          | Crédit Agricole    | + 0.00  |
| 8  | Leonardo Duque     | Colombia       | Cofidis            | + 0.00  |
| 9  | Julian Dean        | New Zealand    | Team Garmin        | + 0.00  |
| 10 | Heinrich Haussler  | Tyskland       | Team Gerolsteiner  | + 0.00  |